# クサシギ

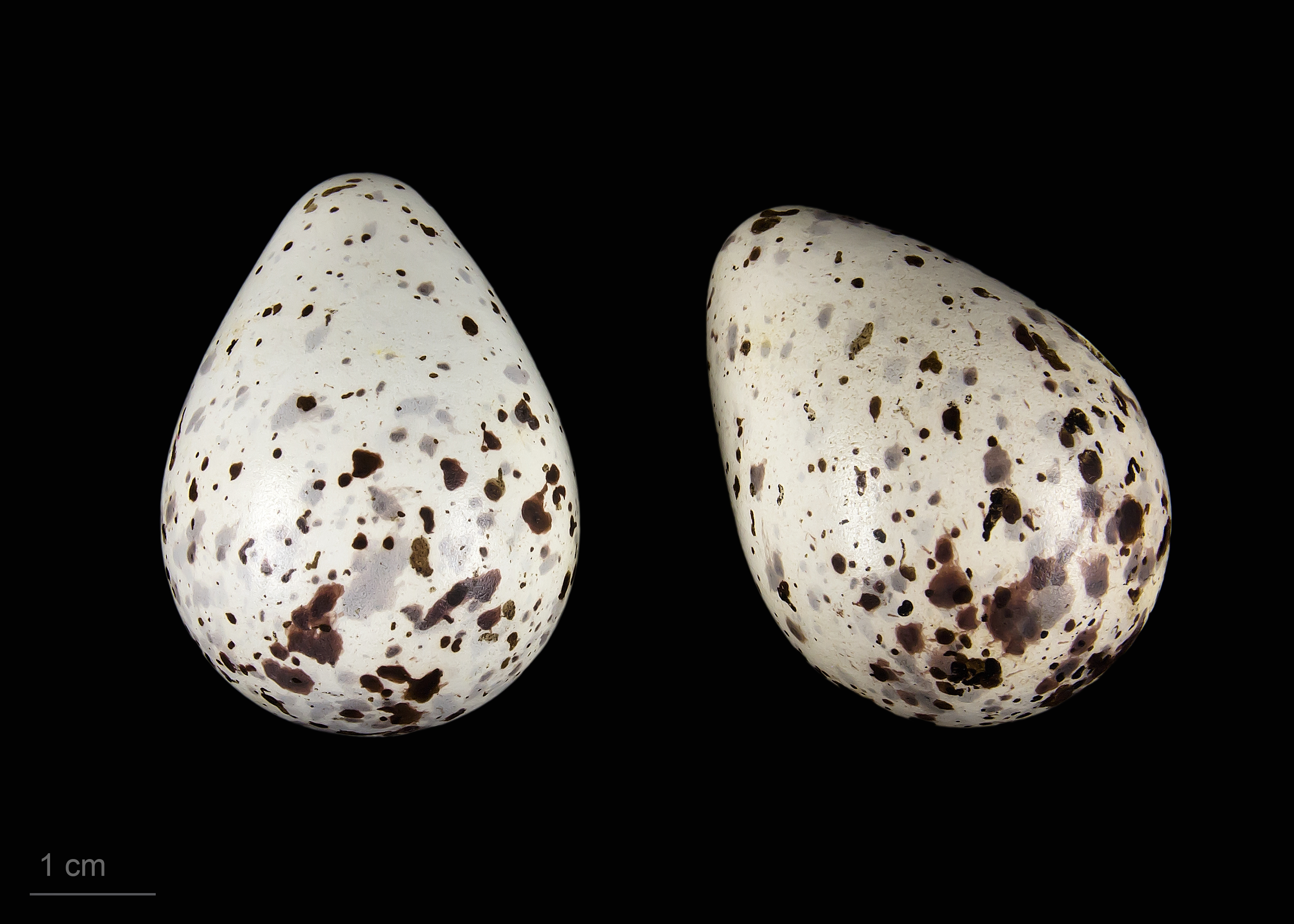
Tringa ochropus

クサシギ（草鷸、学名：Tringa ochropus）は、チドリ目シギ科に分類される鳥類の一種である。

## 分布
ユーラシア大陸北部で広く繁殖し、冬季はアフリカ、中東、インド、中国南部、東南アジアへの渡りをおこない越冬する。
日本では、旅鳥として春と秋の渡りの時期に全国的に渡来するが、関東地方より南部では冬鳥として越冬する。

## 形態
体長約22cm。成鳥夏羽は、頭部から背中、翼にかけての体の上面が緑色味がかった黒褐色で、背と翼には細かい白い斑紋が散在する。腹からの体下面と腰は白い。嘴は黒く、足は灰緑色である。成鳥冬羽は、体の上面が暗い灰褐色で、白斑が目立たなくなる。
雌雄同色である。

## 生態
非繁殖期は、湖沼、河川、水田、湿地に生息する。海岸に出ることはほとんどない。渡りの時期でも群れは作らず、単独か数羽でいる。繁殖期は湿地に生息する。
食性は主に動物食で、水深の浅い場所で、昆虫類や甲殻類、貝類などを捕食する。植物の種子を食べることもある。
主に地上や倒木上に営巣するが、他の鳥類の古巣を利用することもある。普通4卵を産み、雌雄で抱卵する。抱卵日数は21-22日である。

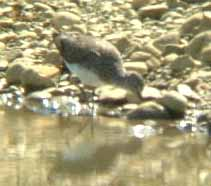
クサシギ